# (31655) Averyclowes
(31655) Averyclowes est un astéroïde de la ceinture principale.

## Description
(31655) Averyclowes est un astéroïde de la ceinture principale. Il fut découvert le 17 avril 1999 à Socorro (Nouveau-Mexique) par le projet LINEAR. Il présente une orbite caractérisée par un demi-grand axe de 2,56 UA, une excentricité de 0,05 et une inclinaison de 7,5° par rapport à l'écliptique.

## Compléments